# Amata marsdeni
Amata marsdeni är en fjärilsart som beskrevs av Moore 1859. Amata marsdeni ingår i släktet Amata och familjen björnspinnare. Inga underarter finns listade i Catalogue of Life.